# Certo, certissimo, anzi… probabile
Certo, certissimo, anzi… probabile (comercialitzada als països anglosaxons com Diary of a Telephone Operator) és una pel·lícula de comèdia italiana del 1969 dirigida per Marcello Fondato i protagonitzada per Claudia Cardinale i Catherine Spaak. Fou exhibida a la secció oficial del Festival Internacional de Sant Sebastià 1970.

## Sinopsi
Marta treballa com a operadora de telefonia per a una empresa telefònica. Viu amb la seva amiga Nanda al pis de Nanda. Però la prioritat de Nanda està en trobar marit per sobre de qualsevol altra cosa. Quan sent que ha trobat l'home adequat, ja no vol més a Marta al seu pis. Però mentre la relació de Nanda falla, Marta troba un home anomenat Pietro i es casa amb ell. Només llavors resulta que el seu marit té un vell amic. L'home, un estranger, es trasllada a viure amb tots dos. Marta intenta unir el foraster amb la seva sola amiga Nanda. Les dues dones pensen que això podria funcionar. Però l'amic de Pietro ha comprat un vaixell per navegar pel món amb Pietro i quan l'amic anuncia fer-ho sol, el marit de Marta té una avaria. Al final, Pietro abandona la Marta, explicant-li que no té plans de retorn d'aquest viatge amb el seu amic.

## Repartiment
- Claudia Cardinale:	Marta Chiaretti
- Catherine Spaak: Nanda
- Robert Hoffmann: Stefano
- Nino Castelnuovo: Pietro
- John Phillip Law: Crispino
- Aldo Giuffrè: Vidu
- Alberto Lionello: director de la companyia telefònica
- Antonio Sabàto: Carmelo
- Dada Gallotti: Cap de Marta
- Francesco Mulé: examinador
- Lino Banfi: fotògraf